# Vrhovni sud
Vrhovni sud je najviši sud i kao takav je na vrhu piramide sudske vlasti.